# Folkestone and Hythe (district)
Pour la circonscription électorale, voir Folkestone and Hythe (circonscription britannique).
Folkestone and Hythe est un district d'Angleterre dans le sud-ouest du Kent, au bord de la Manche. 
De sa fondation le 1er avril 1974 jusqu'à 2018, il s'appelle Shepway ; cette année-là, le conseil change son nom afin de mieux décrire sa localisation.

## Liste des paroisses de Folkestone and Hythe
- Acrise
- Brenzett
- Brookland
- Burmarsh
- Dymchurch
- Elham
- Elmsted
- Folkestone (ville)
- Hawkinge
- Hythe (ville)
- Ivychurch
- Lydd (ville)
- Lyminge
- Lympne
- Monks Horton
- Newchurch
- Newington
- New Romney (town)
- Old Romney
- Paddlesworth
- Postling
- Saltwood
- Sandgate
- Sellindge
- Snargate
- St Mary in the Marsh
- Stanford
- Stelling Minnis
- Stowting
- Swingfield